# Porcellio sikinius
Porcellio sikinius là một loài chân đều trong họ Porcellionidae. Loài này được Strouhal miêu tả khoa học năm 1937.